# Velký Berezný
Velký Berezný, také Velká Berezná (ukrajinsky Великий Березний, Velykyj Bereznyj, maďarsky Nagyberezna, slovensky Veľká Berezna) je městys (ukrajinsky selyšče) v ukrajinské Zakarpatské oblasti, na řece Uh, těsně u hranic se Slovenskem. Velký Berezný má kolem 7 500 obyvatel. Je součástí okresu Užhorod, do července 2020 byl centrem zaniklého okresu Velký Berezný. Od roku 1894 tudy vede železnice Užhorod–Sjanky–Lvov. Je zde sídlo Velkoberezňanské vesnické komunity. Velký Berezný se nachází na etnickém území nazývaném Lemkovina.
Na jihu městys sousedí s obcí Malý Berezný, kde se nachází silniční hraniční přechod se Slovenskem.

## Historie
Městys byl poprvé zmíněn v roce 1409 a poté v roce 1427 bylo v souvislosti s majetkem Drugethů; byl uveden jako Nagberezna.
Městys patřil k Horním Uhrám až do rozpadu Rakouska-Uherska.  V roce 1910 zde žilo oficiálně 2822 obyvatel, z nichž 1120 mluvilo rusínsky, 930 německy, 426 maďarsky a 300 slovensky. Během 1. světové války zde byl založen vojenský hřbitov, na kterém je pohřbeno 258 vojáků. V letech 1918-1938 bylo město součástí Československa, jako jedno z nejmenších okresních měst tehdejší Podkarpatské Rusi. V roce 1937 zde žilo 2989 obyvatel, z toho 1290 Rusínů, 543 Čechů a 876 Židů.

## Externí odkazy

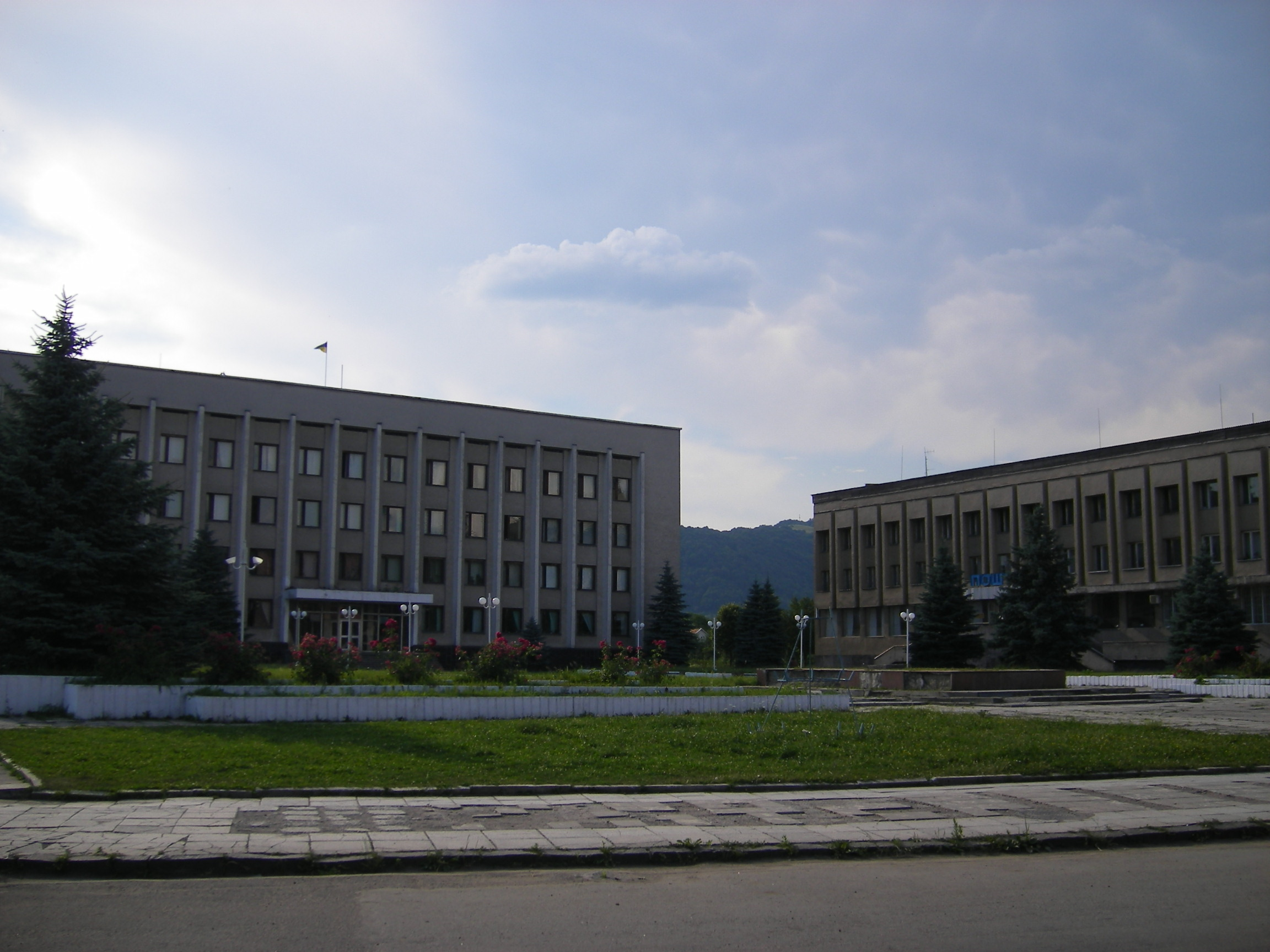
Administrativní budova